# Adolphe III de Nassau
Pour les articles homonymes, voir Adolphe III.
Adolphe III de Nassau (en allemand Adolf III von Nassau), né le 10 novembre 1443, décédé le 6 juillet 1511.
Il est comte de Nassau-Wiesbaden et comte de Nassau-Idstein de 1480 à 1511.

## Famille
Fils de Jean de Nassau et de Marie de Nassau-Dillenburg.
En 1484, il épousa Marguerite de Hanau (décédée en 1504), (fille du comte Philippe Ier de Hanau).
Quatre enfants sont nés de cette union :
- Anne de Nassau

- Marie de Nassau (1487-1548), en 1502 elle épousa le comte Louis Ier de Nassau-Weilbourg (1473-1523)

- Anne de Nassau (1490-1550), en 1506 elle épousa le comte Henri XXI de Schwarzbourg (décédé en 1526)

- Philippe Ier de Nassau, comte de Nassau-Wiesbaden, comte de Nassau-Idstein.

Adolphe III de Nassau appartint à la première branche de la Maison de Nassau, cette première branche appartint à la tige valramienne et s'éteignit en 1605 avec le comte Jean Louis II de Nassau en 1605.